# 이타쿠라 시게하루

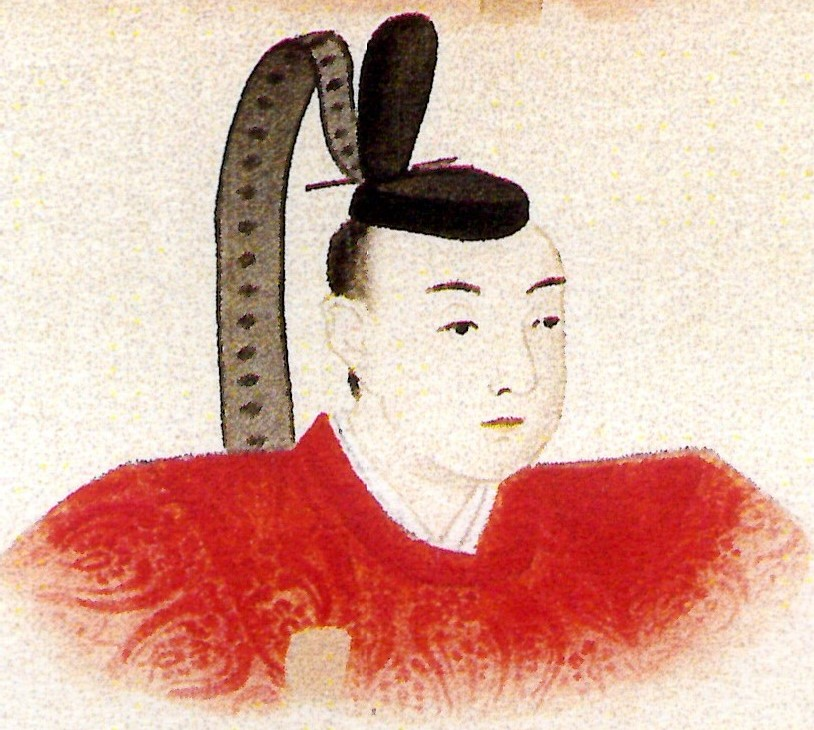
이타쿠라 시게하루

이타쿠라 시게하루(일본어: 板倉重治, 1697년 ~ 1724년 4월 18일)는 에도 시대 중기의 다이묘이다. 이세 가메야마 번주(재봉), 시마 도바 번주를 지냈다. 이타쿠라 종가(板倉宗家) 제6대 당주.
| 전임 이타쿠라 시게후유 | 이타쿠라 씨 당주 1709년 ~ 1724년 | 후임 이타쿠라 가쓰즈미 |

| 전임 이타쿠라 시게후유 마쓰다이라 노리사토 | 이세 가메야마 번 번주 (이타쿠라 가) 1709년 ~ 1710년 1717년 ~ 1724년 | 후임 마쓰다이라 노리사토 이타쿠라 가쓰즈미 |

| 전임 마쓰다이라 노리사토 | 도바 번 번주 (이타쿠라 가) 1710년 ~ 1717년 | 후임 마쓰다이라 미쓰치카 |